# Игарская протока
Игарская прото́ка — протока реки Енисей, отделяющаяся от основного русла реки островом Игарским, является продолжением Губенской протоки. Длина 11 км. Географически расположена на широте 67,5°. В протоку впадает река Чёрная, Лисий Лог и множество небольших ручьев. Берег низкий, местами болотистый, поросший кустарником.
Впервые описана и нанесена на карту в ходе Великой северной экспедиции Фёдора Минина и Харитона Лаптева.
На берегу протоки расположен город Игарка, в котором через протоку ходит паром для связи с аэропортом Игарка, который расположен на острове Игарский.